# Metglas
Il Metglas è un materiale in forma di nastro sottile composto da una lega metallica amorfa, prodotto tramite un processo di solidificazione ultra-rapida di circa 1 000 000 °C/s (1 800 000 °F/s; 1 000 000 K/s). Questa rapidissima solidificazione crea proprietà ferromagnetiche uniche che consentono al nastro di essere magnetizzato e smagnetizzato velocemente ed efficacemente con una perdita di potenza nel nucleo (core loss) molto bassa, circa 5 mW/kg a 60 Hz, ad una permeabilità relativa massima di 1.000.000.
I metglas, anche detti leghe di vetro metallico, differiscono dai metalli tradizionali in quanto hanno una struttura non-cristallina e possiedono proprietà fisiche e magnetiche uniche che combinano alta permeabilità, resistenza meccanica e durezza con flessibilità e tenacità.

## Storia
Il metglas è basato sulla tecnologia sviluppata negli impianti di ricerca della AlliedSignal di Morristown (New Jersey) e della Vacuumschmelze ad Hanau (Germania). Lo sviluppo di metalli amorfi iniziò nel 1970. Nel corso degli anni sono state trovate molte nuove leghe usando lo stesso principio della solidificazione rapida.